# Quận Limestone, Alabama
Quận Limestone là một quận thuộc tiểu bang Alabama, Hoa Kỳ.
Quận này thuộc Vùng đô thị Huntsville. Quận này cũng thuộc Vùng đô thị Huntsville-Decatur. Theo điều tra dân số của Cục điều tra dân số Hoa Kỳ năm 2000, quận có dân số 65.676 người, dân số năm 2008 ước tính khoảng 76.135 người. Quận lỵ đóng ở Athens.